# 伊朗友好城市或姐妹城市列表

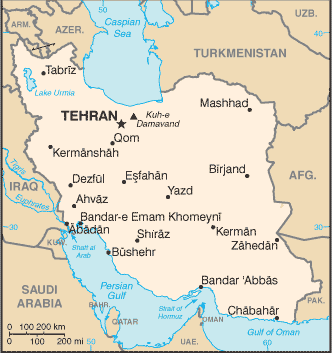
伊朗地圖

本列表為有跟伊朗城市結為友好城市（通常為歐洲城市）或姐妹城市（通常為其他地方的城市）的外國城市列表。

## A
阿巴丹
- 義大利陶爾米納

## B
博斯塔納巴德
- 土耳其科尼亞

## D
代利詹
- 亞美尼亞迪利然

## G
戈尔甘
- 哈薩克阿克套
- 土耳其薩姆松

## H
哈馬丹
- 伊朗巴姆
- 烏茲別克布哈拉
- 土耳其厄斯帕爾塔
- 塔吉克庫洛布

## I
伊斯法罕
- 塞內加爾達喀爾
- 義大利佛羅倫斯
- 德國弗赖堡
- 古巴哈瓦那
- 羅馬尼亞雅西
- 中華人民共和國西安市

## K
卡澤倫
- 伊拉克馬達因區（英语：Al-Mada'in District）

克尔曼沙赫
- 土耳其加濟安泰普

霍伊
- 土耳其科尼亞

基什島
- 馬來西亞浮羅交怡

## M
馬拉蓋
- 波赫戈拉日代

馬什哈德
- 巴基斯坦喀拉蚩
- 伊拉克卡爾巴拉
- 馬來西亞吉隆坡
- 巴基斯坦拉合爾
- 阿富汗馬扎里沙里夫
- 伊拉克納傑夫
- 西班牙聖地牙哥-德孔波斯特拉
- 中華人民共和國烏魯木齊市

## N
內沙布爾
- 伊拉克巴格達
- 阿富汗巴爾赫
- 伊拉克巴士拉
- 烏茲別克布哈拉
- 阿富汗加茲尼
- 阿富汗赫拉特
- 突尼西亞凱魯萬
- 伊拉克卡爾巴拉
- 烏茲別克希瓦
- 伊朗霍伊
- 塔吉克苦盞
- 土耳其科尼亞
- 塔吉克庫洛布
- 土庫曼梅尔夫
- 烏茲別克撒馬爾罕
- 伊朗薩因沙赫爾[13]

## Q
加茲溫
- 吉爾吉斯比斯凱克

庫姆
- 黎巴嫩巴勒貝克
- 巴基斯坦喀拉蚩
- 伊拉克卡爾巴拉
- 土耳其科尼亞
- 中華人民共和國臨湘市
- 西班牙聖地牙哥-德孔波斯特拉

## R
拉什特
- 俄羅斯阿斯特拉罕
- 俄羅斯莫斯科
- 巴基斯坦木爾坦
- 土耳其特拉布宗

## S
萨里
- 俄羅斯阿斯特拉罕

設拉子
- 中華人民共和國重慶市
- 塔吉克杜尚别
- 中華人民共和國南京市
- 賽普勒斯尼科西亚
- 匈牙利佩奇

## T
大不里士
- 亞塞拜然巴庫
- 土耳其埃尔祖鲁姆
- 亞塞拜然占賈
- 巴勒斯坦加薩
- 土耳其伊斯坦堡
- 伊拉克卡爾巴拉
- 俄羅斯喀山
- 塔吉克苦盞
- 白俄羅斯莫吉廖夫
- 中華人民共和國上海市

德黑蘭
- 土耳其安卡拉
- 伊拉克巴格達
- 中華人民共和國北京市
- 吉爾吉斯比什凯克
- 巴西巴西利亞
- 匈牙利布達佩斯
- 委內瑞拉卡拉卡斯
- 塔吉克杜尚别
- 巴勒斯坦東耶路撒冷
- 古巴瓦哈那
- 阿富汗喀布爾
- 蘇丹喀土穆
- 英國英格蘭倫敦[21]
- 美國洛杉磯
- 菲律賓馬尼拉
- 白俄羅斯明斯克[22]
- 俄羅斯莫斯科
- 南非比勒陀利亞
- 葉門萨那
- 波赫塞拉耶佛[23]
- 喬治亞第比利斯

## U
烏爾米耶
- 土耳其埃爾祖魯姆
- 中華人民共和國福建省
- 保加利亞瓦爾納

## Y
亚兹德
- 敘利亞霍姆斯[25]
- 匈牙利亞斯貝雷尼[26]
- 喬治亞波蒂[27]

## Z
赞詹
- 土耳其特拉布宗